# Franz Dienert
Franz Dienert (1900. január 4. – 1978) világbajnoki bronzérmes német labdarúgó, csatár.

## Pályafutása

### Klubcsapatban
Az 1930-as években a VfB Mühlburg labdarúgója volt.

### A válogatottban
Részt vett az 1934-es olaszországi világbajnokságon, ahol bronzérmet szerzett a csapattal, de mérkőzésen nem szerepelt és a német válogatottban sem mutatkozott be soha.

## Sikerei, díjai
Németország
- Világbajnokság
  - bronzérmes: 1934, Olaszország